# Enicospilus ancilospilus
Enicospilus ancilospilus là một loài tò vò trong họ Ichneumonidae.